# Rik Moorman
Rikard „Rik“ Moorman (* 3. August 1961 in Amsterdam) ist ein ehemaliger niederländischer Radrennfahrer und nationaler Meister im Radsport.

## Sportliche Laufbahn
Moorman war Teilnehmer der Olympischen Sommerspiele 1984 in Los Angeles und startete mit Ralf Elshof, Marco van der Hulst und Jelle Nijdam in der Mannschaftsverfolgung. Das Team belegte den 10. Platz. Als Amateur wurde er 1985 Dritter der nationalen Meisterschaften in der Einerverfolgung.
1984 fuhr er kurzzeitig als Berufsfahrer im Radsportteam Gazelle-Vredestein. Danach wurde 1985  reamateurisiert.